# Восточный (Курганинский район)
Восточный — посёлок в Курганинском районе Краснодарского края.
Входит в состав Октябрьского сельского поселения.

## Население
| 2002 | 2010 |
| ---- | ---- |
| 219  | ↘130 |

- ул. Восточная,
- ул. Матросова.